# Episodi di Baywatch (settima stagione)
| nº | Titolo originale             | Titolo italiano           | Prima TV USA      | Prima TV Italia | Anno produzione |
| -- | ---------------------------- | ------------------------- | ----------------- | --------------- | --------------- |
| 1  | Shark Fever                  | Lo squalo                 | 23 settembre 1996 |                 | 1996            |
| 2  | The Contest                  | Miss Malibù               | 30 settembre 1996 |                 | 1996            |
| 3  | Liquid Assets                | Il barbone                | 7 ottobre 1996    |                 | 1996            |
| 4  | Windswept                    | In balia del vento        | 14 ottobre 1996   |                 | 1996            |
| 5  | Scorcher                     | Caldo torrido             | 21 ottobre 1996   |                 | 1996            |
| 6  | Beach Blast                  | Sfida a MTV               | 28 ottobre 1996   |                 | 1996            |
| 7  | Guess Who's Coming to Dinner | Indovina chi viene a cena | 4 novembre 1996   |                 | 1996            |
| 8  | Let the Games Begin          | Uomini d'acciaio          | 11 novembre 1996  |                 | 1996            |
| 9  | Buried                       | Sepolti vivi              | 18 novembre 1996  |                 | 1996            |
| 10 | Search and Rescue            | Missione speciale         | 13 gennaio 1997   |                 | 1996            |
| 11 | Heal the Bay                 | Salviamo la baia          | 27 gennaio 1997   |                 | 1996            |
| 12 | Bachelor of the Month        | Regalo di nozze           | 3 febbraio 1997   |                 | 1997            |
| 13 | Chance of a Lifetime         | L'occasione di una vita   | 10 febbraio 1997  |                 | 1996            |
| 14 | Talk Show                    | Talk Show                 | 17 febbraio 1997  |                 | 1996            |
| 15 | Life-Guardian                | L'angelo custode          | 24 febbraio 1997  |                 | 1997            |
| 16 | Matters of the Heart         | Questione di cuore        | 3 marzo 1997      |                 | 1997            |
| 17 | Rendezvous                   | La sirena e il marinaio   | 7 aprile 1997     |                 | 1996            |
| 18 | Hot Water                    | Contaminazione            | 14 aprile 1997    |                 | 1997            |
| 19 | Trial by Fire                | Sensi di colpa            | 21 aprile 1997    |                 | 1997            |
| 20 | Baywatch at Sea World        | Fuori programma           | 28 aprile 1997    |                 | 1997            |
| 21 | Golden Girls                 | Una gara per la vita      | 5 maggio 1997     |                 | 1997            |
| 22 | Nevermore                    | Il mostro                 | 12 maggio 1997    |                 | 1997            |

## Lo squalo
- Titolo originale: Shark Fever
- Diretto da: Gregory Bonann
- Scritto da: David Braff
- Interpreti: David Hasselhoff (Mitch Buchannon), Jeremy Jackson (Hobie Buchannon), Yasmine Bleeth (Caroline Holden), Gena Lee Nolin (Neely Capshaw), Pamela Lee (Casey Joan "CJ" Parker), David Chokachi (Cody Madison), Jaason Simmons (Logan Fowler), Donna D'Errico (Donna "Dana" Marco), José Solano (Manny Gutierrez), Traci Bingham (Jordan Tate), Nancy Valen (Samantha Thomas), Michael Newman (Michael Newman), Jam Rabson (Frank), Bailey Chase (Dave), Richard Gross (Pollard), Traci Dority (madre di Lisa), Chris Fiore (Brad)

### Trama
Con l'intento di lasciare il lavoro di guardaspiaggia, Logan vuole diventare regista cinematografico. Decide così di dirigere un film di serie B chiamato Febbre da squalo, basato su Lo squalo di Steven Spielberg. Il ruolo principale viene dato a Caroline, che si immedesima una donna bellissima attaccata da uno squalo. Dopo che il finto squalo, azionato meccanicamente da Newman, non funziona, Logan decide di farsi aiutare da un gruppo di pescatori che stanno trainando uno squalo tigre. Mentre si inizia a girare le nuove scene, Caroline viene attaccata da uno squalo. Poco dopo Cody e un gruppo di surfisti vengono attaccati da uno squalo. I resti delle tavolette vengono portati ad analizzare al dipartimento universitario di biologia marina. In base alla dentatura viene appurato che si tratta di uno squalo bianco. Dopo che si è diffuso il panico, i guardaspiaggia e la guardia costiera sono impegnati ad ucciderlo. Nel frattempo Donna "Dana" Marco, ex proprietaria del locale notturno Nights, supera il corso per diventare guardaspiaggia e viene affidata a Neely.

## Miss Malibù
- Titolo originale: The Contest
- Diretto da: Reza Badiyi
- Scritto da: Michael Berk
- Interpreti: David Hasselhoff (Mitch Buchannon), Jeremy Jackson (Hobie Buchannon), Yasmine Bleeth (Caroline Holden), Gena Lee Nolin (Neely Capshaw), Pamela Lee (Casey Joan "CJ" Parker), David Chokachi (Cody Madison), Jaason Simmons (Logan Fowler), Donna D'Errico (Donna "Dana" Marco), José Solano (Manny Gutierrez), Traci Bingham (Jordan Tate), Nancy Valen (Samantha Thomas), Alexandra Paul (Stephanie Holden), Michael Newman (Michael Newman), Terrence McNally (Darren Highland), Cali Timmins (Tammy), Hope Allen (Audrey), Ricky Dean Logan (speaker della manifestazione), Patty Breton (Petra), Rick Cramer (addetto della sicurezza), Brooke Johnson (una concorrente), Gregory Barnett (Jim Barnett), Marliece Andrada (una concorrente), Janette Andrade (una concorrente), Ron Sterk (Ron)

### Trama
Nella spiaggia di Baywatch si sta tenendo il concorso di Miss Malibù Beach promosso da Samanta Thomas, nuovo capitano dei guardaspiaggia. L'evento ha come scopo di racimolare un po' di soldi per finanziare l'acquisto dei nuovi windjet, barche leggere trainate dal motore di due acquascooter, che sono state ideate da Cody e da Jordan Tate. Mitch, insieme a Samantha Thomas, è uno dei giudici. Audrey, una concorrente, inizia a sedurre Mitch in modo da attirare la sua simpatia. Elena, un'altra concorrente, ricatta Dana per avere i favori della giuria. Nel frattempo Caroline inizia a frequentare i corsi della scuola di recitazione di Darren Highland. Logan vuole attirare l'attenzione di Caroline sul suo nuovo sceneggiato.

## Il barbone
- Titolo originale: Liquid Assets
- Diretto da: Reza Badiyi
- Scritto da: Michael Berk
- Interpreti: David Hasselhoff (Mitch Buchannon), Jeremy Jackson (Hobie Buchannon), Yasmine Bleeth (Caroline Holden), Gena Lee Nolin (Neely Capshaw), Pamela Lee (Casey Joan "CJ" Parker), David Chokachi (Cody Madison), Donna D'Errico (Donna "Dana" Marco), José Solano (Manny Gutierrez), Traci Bingham (Jordan Tate), Nancy Valen (Samantha Thomas), Michael Newman (Michael Newman), Jaason Simmons (Logan Fowler), Jack Donner (Max Murat), Corey Schwartz (Connor), Joshua Berk (J.B.), Michael Lanning (chitarrista), Melanie Kerr (una donna), Bud Cockerham (tatuatore), Jon Valenti (John), Ron Packham (spettatore), Kelly Vaughn (guardaspiaggia Kelly)

### Trama
CJ fa amicizia con Max Murat, un eccentrico venditore ambulante di vestiti di seconda mano che asserisce di essere stato costumista per le star di Hollywood. CJ rimane scioccata quando scopre che Max Murat è morto d'infarto e le ha lasciato ben quattro milioni di dollari. In realtà CJ eredita solo quattromila dollari e li da in beneficenza. Manuel "Manny" Gutierrez, un diciassettenne ispanico, figlio di una governante che lavora presso una ricca famiglia di Malibù, si aggrega al corso preparatorio per guardaspiaggia destinato ai ragazzi. Manny, che fa amicizia con Cody e Hobie, è determinato a fare il guardaspiaggia. Nel frattempo Hobie, che sembra non voler seguire le orme di Mitch, vuole fare il musicista e assieme a Manny e ai suoi storici amici Connor e J.B. vanno da un salotto di tatuaggi a Venice. Hobie vuole farci un piercing sulla lingua, ma il padre disapprova.

## In balia del vento
- Titolo originale: Windswept
- Diretto da: Georg Fenady
- Scritto da: David Braff
- Interpreti: David Hasselhoff (Mitch Buchannon), Jeremy Jackson (Hobie Buchannon), Yasmine Bleeth (Caroline Holden), Gena Lee Nolin (Neely Capshaw), Pamela Lee (Casey Joan "CJ" Parker), David Chokachi (Cody Madison), Donna D'Errico (Donna "Dana" Marco), José Solano (Manny Gutierrez), Traci Bingham (Jordan Tate), Nancy Valen (Samantha Thomas), Michael Newman (Michael Newman), Alexandra Paul (Stephanie Holden), Linda Hoffman (Alicia Hancock), Hunter Tylo (Heather), Tod Thawley (Vincent McHale), Pat Brisson (operatore), Sean Graham (Jeff Munson), James Martin Junior (arbitro), Brian Mullin (celebrità), Jill Landess (una donna), Robert Gluck (paramedico), Stephen Brown (giocatore di hockey), Griffin Drew (donna all'asta)

### Trama
Per finanziare la partecipazione alle gare internazionali della squadra di Baywatch, Samantha Thomas ha l'idea di mettere all'asta i guardaspiaggia di Baywatch. La preda più ambita è Mitch che viene "Venduto" alla cifra di ben cinquemila dollari a una giovane donna molto ricca, Alicia Hancock. Mitch, insieme ad Alicia, deve passare un giorno all'isola di Anacapa. Alcia è una donna molto altezzosa e si trova ben presto a far spazientire Mitch. Nel frattempo Cody si aggrega a una squadra di Hockey su rotelle e partecipa al torneo NHL breakout dove affronta lo scorretto Vincent McHale.

## Caldo torrido
- Titolo originale: Scorcher
- Diretto da: Gregory Bonann
- Scritto da: Kimmer Ringwald
- Interpreti: David Hasselhoff (Mitch Buchannon), Jeremy Jackson (Hobie Buchannon), Yasmine Bleeth (Caroline Holden), Gena Lee Nolin (Neely Capshaw), Pamela Lee (Casey Joan "CJ" Parker), David Chokachi (Cody Madison), Donna D'Errico (Donna "Dana" Marco), José Solano (Manny Gutierrez), Traci Bingham (Jordan Tate), Nancy Valen (Samantha Thomas), Michael Newman (Michael Newman), Jeff Altman (Dudley Dawson), Howard Morris (Arthur), Scott Stevens (Presidente degli Stati Uniti), Willie Gault (Padre di Willa), Jordan Warkol (bambino disperso), Bob Bacroft (signor Parnell), Scotty Hauser (bambino sulla spiaggia), Naya Rivera (Willa), Shaggy (Shaggy), Devon Clark (guardaspiaggia), Chris Fiore (Brad), Jon Valenti (John), Ledge Musselman (Ledge)

### Trama
In una giornata di caldo torrido in cui i guardaspiaggia di Baywatch sono molto impegnati, Duddly Dawson, un agente segreto, comunica a Mitch e Samantha che il presidente degli Stati Uniti vuole fare una passeggiata sulla spiaggia, pertanto devono essere imposte misure di sicurezza. Nel frattempo Cody viene chiamato da Newman per un'emergenza mentre stava per avere un'audizione dall'agente tributario Pernell il quale gli contestava una serie di spese improprie. CJ, questa chiamata in servizio mentre era dal dentista per un'estrazione, Hobie, Manny, Neely e Jordan cercano di aiutare alcuni bambini che si sono persi. Nel giorno del suo compleanno, Caroline fa la conoscenza di Arthur, un uomo che vive su un bidone e vuole annegare perché non ha più ragione di vivere e nessuno si cura di lui.

## Sfida a MTV
- Titolo originale: Beach Blast
- Diretto da: Douglas Schwartz
- Scritto da: Kimmer Ringwald
- Interpreti: David Hasselhoff (Mitch Buchannon), Jeremy Jackson (Hobie Buchannon), Yasmine Bleeth (Caroline Holden), Gena Lee Nolin (Neely Capshaw), Pamela Lee (Casey Joan "CJ" Parker), David Chokachi (Cody Madison), Donna D'Errico (Donna "Dana" Marco), José Solano (Manny Gutierrez), Traci Bingham (Jordan Tate), Nancy Valen (Samantha Thomas), Michael Newman (Michael Newman), Jenny McCarthy (Jenny McCarthy), Bill Bellamy (Bill Bellamy), Idalis DeLeon (Idalis), Simon Rex (Simon Rex), John Sencio (John Sencio), Kevin Light (Coach), Rhonda Rydell (Catonda Loose), Elke Jeinsen (ragazza sulla spiaggia), Joe Greblo (deltaplanista), Christie Greblo (deltaplanista), Janette Andrade (Crush), Chris Fiore (Brad), Jenny Inge (donna sulla spiaggia)

### Trama
Per finanziare le Olimpiadi del cuore, dove partecipano i ragazzini disabili, Mitch contatta la popolare Vj Jenny McCarthy per organizzare i giochi sulla spiaggia che vedono impegnati i guardaspiaggia di Baywatch contro le stelle di MTV. Nel frattempo Cody si trasferisce nell'appartamento di caroline e CJ. Dopo l'arrivo di Cody, le due donne si ritrovano spesso a litigare per futili motivi.

## Indovina chi viene a cena
- Titolo originale: Guess Who's Coming to Dinner
- Diretto da: Douglas Schwartz
- Scritto da: Deborah Schwartz
- Interpreti: David Hasselhoff (Mitch Buchannon), Jeremy Jackson (Hobie Buchannon), Yasmine Bleeth (Caroline Holden), Gena Lee Nolin (Neely Capshaw), Pamela Lee (Casey Joan "CJ" Parker), David Chokachi (Cody Madison), Donna D'Errico (Donna "Dana" Marco), José Solano (Manny Gutierrez), Traci Bingham (Jordan Tate), Nancy Valen (Samantha Thomas), Michael Newman (Michael Newman), Connie Stevens (Shelley Sands), David Groh (Tony Blanton), Shawn Michaels (Vinnie), Cheryl Boudreau (cameriera del casinò), Lory Ashton (madre di una bambina salvata da Mitch), Craig Shugart (Gabe), Elizabeth Meyer (una ragazza), Travis Meyer (un ragazzo), Michael avery (Zack), Ledge Musselman (Ledge), Quinn O'Hara (signora Caine), Ron Sterk (Ron), Jason Uson (portiere dell'albergo), Brittany Wright (una ragazza)

### Trama
Shelly Sands, madre di CJ, è arrivata a Baywatch per fare una visita alla figlia. Shelly è un ex showgirl di Las Vegas che sta sfuggendo dalla minaccia di morte del suo ex uomo, Tony Blanton, un criminale senza scrupoli. Con sé Shelly ha portato un floppy disk 3"5 contenente tutti i ricavi illeciti di Blanton. Questi è determinato a riavere il suo dischetto e a braccare Shelly. Venuto a conoscenza del lavoro della figlia di Shelly, Blanton manda Vinnie, un suo guardaspalle, alla ricerca delle due donne. Shelly viene individuata sulla spiaggia mentre CJ e Mitch hanno appena portato in salvo una ragazzina. Successivamente le due donne vengono rapite e portate in un posto remoto dove Blanton le minaccia di ucciderle se non riavrà il suo dischetto.

## Uomini d'acciaio
- Titolo originale: Let the Games Begin
- Diretto da: Gregory Bonann
- Scritto da: Tranquil Collins
- Interpreti: David Hasselhoff (Mitch Buchannon), Jeremy Jackson (Hobie Buchannon), Yasmine Bleeth (Caroline Holden), Gena Lee Nolin (Neely Capshaw), Pamela Lee (Casey Joan "CJ" Parker), David Chokachi (Cody Madison), Donna D'Errico (Donna "Dana" Marco), José Solano (Manny Gutierrez), Traci Bingham (Jordan Tate), Nancy Valen (Samantha Thomas), Michael Newman (Michael Newman), Craig Hummer (Craig Hummer), Jamette Andrade (Crush), Guy Andrews (Guy Andrews), Phil Clayton (Phil Clayton), Johnathan Crowe (Johnathan Crowe), Chris Fiore (Brad), Trevor Hendy (Trevor Hendy), Mark pirra (Mark Pirra)

### Trama
La squadra australiana di ironman dello "Zio Toby" arriva in California per competere contro i guardaspiaggia di Baywatch. Mitch, Cody, Newman e gli altri uomini sono impegnati ad allenarsi per la gara. Dopo che la competizione viene vinta dagli australiani, le due squadre si trovano fianco a fianco per salvare una coppia di anziani sprofondata nell'oceano con la loro Limousine. Manny, che songa di diventare in futuro un ironman anch'egli, chiede a Cody se può assisterlo nell'allenamento.

## Sepolti vivi
- Titolo originale: Buried
- Diretto da: David Hagar
- Scritto da: David Braff
- Interpreti: David Hasselhoff (Mitch Buchannon), Jeremy Jackson (Hobie Buchannon), Yasmine Bleeth (Caroline Holden), Gena Lee Nolin (Neely Capshaw), Pamela Lee (Casey Joan "CJ" Parker), David Chokachi (Cody Madison), Donna D'Errico (Donna "Dana" Marco), José Solano (Manny Gutierrez), Traci Bingham (Jordan Tate), Nancy Valen (Samantha Thomas), Michael Newman (Michael Newman), Brian Gross (Brice Armstrong), Amanda Wilmhurst (Erin), Conrad Janis (Lester Beeber), Beverly Sanders (Ethel Beeber), Tal Collins (Sharon), Clarke Coleman (Bob), Chris Fiore (Brad)

### Trama
Per la squadra di Baywatch viene dato in dotazione un nuovo furgone che ha funzioni anche di autoambulanza. Dana viene sospesa da Mitch e Samantha perché è apparsa su Playboy, disonorando così il ruolo dei guardaspiaggia. Nel frattempo continuano i corsi per guardaspiaggia adolescenti e Manny deve affrontare il prepotente Bryce Armstrong. Caroline e Mitch accompagnano i ragazzi del corso in pullman per una gita a Calabasas. Mentre il pullman è entrato in una galleria, la terra inizia a tremare. Una frana ha coperto la galleria e la comitiva si trova intrappolata. Da Baywatch partono i soccorsi con il furgone. Tra loro c'è Cody, Newman, Samantha e anche Dana, dato che è un'esperta rocciatrice. Dopo il salvataggio, Dana viene reintegrata.

## Missione speciale
- Titolo originale: Search and Rescue
- Diretto da: Gregory Bonann
- Scritto da: Michael Berk
- Interpreti: David Hasselhoff (Mitch Buchannon), Jeremy Jackson (Hobie Buchannon), Yasmine Bleeth (Caroline Holden), Gena Lee Nolin (Neely Capshaw), Pamela Lee (Casey Joan "CJ" Parker), David Chokachi (Cody Madison), Donna D'Errico (Donna "Dana" Marco), José Solano (Manny Gutierrez), Traci Bingham (Jordan Tate), Nancy Valen (Samantha Thomas), Michael Newman (Michael Newman), Erik Estrada (Capitano Huntington), David Andriole (Rick Jenner), Matt Battaglia (Terry McFarren), Michael Pointer (Clay Tiernan), Alecia Guzman (Jessica La Peer), Jon Valenti (John), Chris Fiore (Brad), Ledge Musselman (Ledge=

### Trama
Dopo aver fatto un'importante operazione di salvataggio su un pontile andato a fuoco, i guardaspiaggia e i vigili del fuoco sono chiamati a formare un'unità speciale di intervento. Inizia così l'addestramento congiunto di tre guardaspiaggia, Cody, Neely e Rick Jenner di Catalina, e tre pompieri, Terry McFarren, Clay Tiernan e Jessica LaPeer. Nel frattempo Mitch è impegnato con il lavoro di investigatore, dovendo affrontare un uomo che pensa di essere diventato un vampiro.

## Salviamo la baia
- Titolo originale: Heal the Bay
- Diretto da: Gus Trikonis
- Scritto da: Kimmer Ringwald
- Interpreti: David Hasselhoff (Mitch Buchannon), Jeremy Jackson (Hobie Buchannon), Yasmine Bleeth (Caroline Holden), Gena Lee Nolin (Neely Capshaw), Pamela Lee (Casey Joan "CJ" Parker), David Chokachi (Cody Madison), Donna D'Errico (Donna "Dana" Marco), José Solano (Manny Gutierrez), Traci Bingham (Jordan Tate), Nancy Valen (Samantha Thomas), Michael Newman (Michael Newman), Jerry Croft (Jerry Croft), Christian Lassen (Christian Lassen), G. W. Stevens (Ernie), Miguel Perez (Scanlan), Andrew Craig (Boggs), Kathleen Bailey (Dottoressa Weiss), Cassidy Chytraus (modella), Cherry Maxfield (Jade), Tammi Jungwirth (modella), Angelo Lucaj (uomo della security), Rick Lenz (Dottor Gold)

### Trama
Mentre CJ sta facendo un ritratto astratto di Cody, Caroline e Dana collaborano con un ambientalista. Quest'ultimo ha denunciato che, dopo una tempesta, la baia è stata inquinata per gli sversamenti di sostanze velenose. Le spiagge vengono così chiuse al pubblico. Mentre si sta preparando alla prossima gara di triathlon poco distante dell'isola di Catalina, Mitch si sente mancare il fiato ed ha dei crampi. Cody e Neely lo trasportano immediatamente in ospedale. Subito dopo è in coma. L'équipe medica che lo segue vuole sapere quale sia la sostanza di cui è stato avvelenato. Neely e Cody ritornano sul posto, si immergono e trovano dei contenitori dove fuoriesce la sostanza che ha intossicato Mitch. Ora per i due è una corsa contro il tempo per salvarlo.

## Regalo di nozze
- Titolo originale: Bachelor of the Month
- Diretto da: Reza Badiyi
- Scritto da: David Braff
- Interpreti: David Hasselhoff (Mitch Buchannon), Jeremy Jackson (Hobie Buchannon), Yasmine Bleeth (Caroline Holden), Gena Lee Nolin (Neely Capshaw), Pamela Lee (Casey Joan "CJ" Parker), David Chokachi (Cody Madison), Donna D'Errico (Donna "Dana" Marco), José Solano (Manny Gutierrez), Traci Bingham (Jordan Tate), Nancy Valen (Samantha Thomas), Michael Newman (Michael Newman), Alexandra Paul (Stephanie Holden), Jaason Simmons (Logan Fowler), Vincent Van Patten (Dottor Tom Morella), Sarah Buxton (Molly McCoy), Madison Mason (pastore), Kansas Long (cameraman), Craig Hauer (Timmy), Courtney Wilk (sorella di Timmy), Ashely Cusato (nuotatrice), Chris Fiore (Brad), Ledge Musselman (Ledge)

### Trama
Stephanie e Tom Morella si sposano tra tre settimane. Caroline, che ha appena annullato il matrimonio con Logan e rifiuta le richieste di una riappacificazione con questi, vorrebbe organizzare una cerimonia in grande stile, sfarzosa e con molti invitati. Di tutt'altro avviso Stephanie e Tom che desiderano una festa semplice con pochi invitati, così dopo essere stati infastiditi dall'invadenza di Caroline, decidono di anticipare la luna di miele. Nel frattempo Mitch viene avvicinato da molly McCoy, direttrice della rivista femminile Flash, perché è stato segnalato come scapolo d'oro. Dietro compenso di cinquemila dollari, Mitch deve prestarsi a un videoclip. Tuttavia Mitch è impegnato con il suo lavoro e, assieme a Neely e Newman, deve catturare una Physalia che infesta la costa e ha punto una bagnante.

## L'occasione di una vita
- Titolo originale: Chance of a Lifetime
- Diretto da: Douglas Schwartz
- Scritto da: Deborah Schwartz
- Interpreti: David Hasselhoff (Mitch Buchannon), Jeremy Jackson (Hobie Buchannon), Yasmine Bleeth (Caroline Holden), Gena Lee Nolin (Neely Capshaw), Pamela Lee (Casey Joan "CJ" Parker), David Chokachi (Cody Madison), Donna D'Errico (Donna "Dana" Marco), José Solano (Manny Gutierrez), Traci Bingham (Jordan Tate), Nancy Valen (Samantha Thomas), Michael Newman (Michael Newman), Alexandra Paul (Stephanie Holden), Vincent Van Patten (Dottor Tom Morella), Natanya Ross (Megan), Saadia Persad (Trisha), Dana Daurey (Diana), Rodrigo Botero (Terry), Louis Crugnall (Randy), Adam Kais (Benjamin), Pete Leinbach (Chad), Chris Fiore (Brad), Ledge Musselman (Ledge)

### Trama
Per Stephanie e Tom è arrivata la Luna di Miele e partono in una scuna verso la Baja California assieme a Mitch, Neely e a un gruppetto di sei ragazzini che hanno alle spalle alcuni problemi di adattamento sociale. Dopo la partenza due ragazzi, che sono fratellastri e si odiano a morte, litigano e si prendono a botte e, nella colluttazione, distruggono la radio di bordo. Nel frattempo si avvicina velocemente una tempesta. Quando la barca inizia ad affondare, il gruppetto è tagliato fuori da ogni linea di comunicazione. Durante l'evacuazione, Stephanie viene colpita dall'albero e muore tra le braccia di Mitch e Tom. Nel frattempo Cody, dato che non riceve più alcuna comunicazione dalla barca, chiede soccorso alla guardia costiera. Il resto del gruppo viene tratto in salvo, ma per Stephanie non c'è più nulla da fare. Alla fine viene celebrato il funerale di Stephanie.

## Talk Show
- Titolo originale: Talk Show
- Diretto da: Gregory Bonann
- Scritto da: Kimmer Ringwald
- Interpreti: David Hasselhoff (Mitch Buchannon), Jeremy Jackson (Hobie Buchannon), Yasmine Bleeth (Caroline Holden), Gena Lee Nolin (Neely Capshaw), Pamela Lee (Casey Joan "CJ" Parker), David Chokachi (Cody Madison), Donna D'Errico (Donna "Dana" Marco), José Solano (Manny Gutierrez), Traci Bingham (Jordan Tate), Nancy Valen (Samantha Thomas), Michael Newman (Michael Newman), Brbara Mandrell (Cassie Cole), Jay Leno (Jay Leno), John Crane (Roger), Cheryl Bartel (truccatrice), Clette Ezelle (un fan)

### Trama
Mitch riesce a portare in salvo Cassie Cole, una popolare conduttrice televisiva di un talk show. Cassie, per gratitudine, invita Mitch a partecipare a un talk nel quale può raccontare il suo lavoro di guardaspiaggia. Durante la notte Mitch sogna di fare un'imbarazzante figura, così è tentato di rifiutare l'invito. Neely e Dana spronano Mitch ad andare lo stesso. Durante il talk, Mitch riesce a salvare Jay Leno che stava soffocando mentre mangiava un biscotto. Mitch diventa immediatamente una celebrità e, quando torna alla vita normale, molte persone lo circondano. Nel frattempo CJ e Caroline, ancora scosse per la morte di Stephanie, adottano una cagnetta che chiamano "Annie". Sorprendentemente Annie è molto intelligente, risponde ai comandi e sa nuotare. Portata nell'appartamento, Annie si mette a riposare sul letto di Stephanie. CJ crede che Annie sia la reincarnazione di Stephanie.

## L'angelo custode
- Titolo originale: Life Guardian
- Diretto da: Gregory Bonann
- Scritto da: Tranquil Lisa Collins
- Interpreti: David Hasselhoff (Mitch Buchannon), Jeremy Jackson (Hobie Buchannon), Yasmine Bleeth (Caroline Holden), Gena Lee Nolin (Neely Capshaw), Pamela Lee (Casey Joan "CJ" Parker), David Chokachi (Cody Madison), Donna D'Errico (Donna "Dana" Marco), José Solano (Manny Gutierrez), Traci Bingham (Jordan Tate), Nancy Valen (Samantha Thomas), Michael Newman (Michael Newman), Keith Neubert (Peter Andrews), Karin Taylor (Taylor Johnson), Steven Anderson (medico), Rickey D'Shon Collins (Derrick), Abraham Verudzco (Juan), Trevor Morgan (Timmy), Courtney D. Howe Junior (fratello di Derrick), Chris Fiore (Brad), Maurice McRae (fratello di Derrick), Corey Humphrey (capo della gang), Jenny Inge (guardaspiaggia Jenny), Janette Andrade (Crush), Ledge Mussleman (Ledge)

### Trama
Tre ragazzini, fuggiti da un orfanotrofio, si immergono per la prima volta nell'oceano. Si trovano presto in difficoltà, così Manny, Neely e Caroline si precipitano a recuperarli. Dopo il salvataggio, Caroline sostiene di aver visto un quarto ragazzo, sopra uno scoglio, che indicava dove uno di loro, Derrick, era affogato. Viene rivelato che il quarto ragazzo, di cui non c'è traccia, ha le fattezze del fratello di Derrick, scomparso qualche anno prima. Nel frattempo Neely riceve la visita di Peter Andrews, il suo primo marito.

## Questione di cuore
- Titolo originale: Matters of the Hearth
- Diretto da: Michael Berk
- Scritto da: Kimmer Ringwald
- Interpreti: David Hasselhoff (Mitch Buchannon), Jeremy Jackson (Hobie Buchannon), Yasmine Bleeth (Caroline Holden), Gena Lee Nolin (Neely Capshaw), Pamela Lee (Casey Joan "CJ" Parker), David Chokachi (Cody Madison), Donna D'Errico (Donna "Dana" Marco), José Solano (Manny Gutierrez), Traci Bingham (Jordan Tate), Nancy Valen (Samantha Thomas), Michael Newman (Michael Newman), Vikki Carr (Teresa Guitierrez), Jullian Dulce Vida (Pulga), Lombardo Boyar (Hector Molina), Angel Vargas (J.T.), Leon Simmons (supervisore), Chris Fiore (Brad), Janette Andrade (Crush), Lege Musselman (Ledge)

### Trama
Alcuni giovani delinquenti vengono obbligati dai servizi sociali a seguire un corso di salvataggio con i guardaspiaggia. Tra loro c'è Hector Molina, un amico fraterno di Manny che è rimasto nel ghetto e vive ancora sotto la protezione del criminale Pulga. Nel frattempo Mitch e Samantha scoprono di essere innamorati. Alla vigilia del sedicesimo compleanno, Hobie è ritornato da Mitch dopo un periodo con la madre in Ohio. Dopo aver saputo della nuova relazione tra il padre e Samantha, Hobie riceve in regalo un'auto sportiva di seconda mano.

## La sirena e il marinaio
- Titolo originale: Rendezvous
- Diretto da: Gus Trikonis
- Scritto da: Kimmer Ringwald
- Interpreti: David Hasselhoff (Mitch Buchannon), Jeremy Jackson (Hobie Buchannon), Yasmine Bleeth (Caroline Holden), Gena Lee Nolin (Neely Capshaw), Pamela Lee (Casey Joan "CJ" Parker), David Chokachi (Cody Madison), Donna D'Errico (Donna "Dana" Marco), José Solano (Manny Gutierrez), Traci Bingham (Jordan Tate), Nancy Valen (Samantha Thomas), Michael Newman (Michael Newman), Denise Crosby (Emily Morgan), Nancy Stafford (Cassie Rose), Gordon Thomson (Hunter Rose), Jessica Bowman (Kirstie Morgan), Joshua Keaton (Todd Rose), Marliece Andrada (Mellisande)

### Trama
Due amici di scuola di Manny, Kirstie Morgan e Todd Rose si amano alla follia. La loro relazione è ostacolata dalle rispettive famiglie perché vengono da due ceti sociali diversi. La famiglia di Todd è ricchissima e possiede una villa a Malibù, tra l'altro dove fa la governante la madre di Manny. Invece Kirstie vive in una roulotte con la madre cameriera. I due ragazzi non possono farsi a meno dell'uno con l'altra, così decidono di gettarsi dal dirupo di Palos Vertes. Nel frattempo Cody dice di aver visto una sirena durante un'immersione; viene ridicolizzato da tutti tranne che da CJ.

## Contaminazione
- Titolo originale: Hot Water
- Diretto da: Lewis Stout
- Scritto da: Michele Rogers Berk e Susan Hamilton Brin
- Interpreti: David Hasselhoff (Mitch Buchannon), Jeremy Jackson (Hobie Buchannon), Yasmine Bleeth (Caroline Holden), Gena Lee Nolin (Neely Capshaw), Pamela Lee (Casey Joan "CJ" Parker), David Chokachi (Cody Madison), Donna D'Errico (Donna "Dana" Marco), José Solano (Manny Gutierrez), Traci Bingham (Jordan Tate), Nancy Valen (Samantha Thomas), Michael Newman (Michael Newman), Michael Greene (Howard), Wiley Pickett (Quinlan), Shiri Appleby (Jennie), Corey Schwartz (Connor), Joshua Berk (J.B.), Carrie Richards (Carla), Danielle Corley (Beth), Chris Fiore (Brad), Ledge Musselman (Ledge)

### Trama
Mentre stanno provando i nuovi equipaggiamenti per le immersioni, Samantha, Neely e Caroline assistono all'incidente di un velivolo militare. Si adoperano per salvare il pilota Quinlan. In realtà Quinlan è un terrorista che vuole contaminare le acque della città con un pericoloso batterio. Dopo aver ingannato le tre guardaspiaggia, Quinlan prende la barca e si dirige verso l'impianto di desalinizzazione per terminare l'opera. Nel frattempo Cody, CJ e Newman fanno arrestare un gruppo di naturisti.

## Sensi di colpa
- Titolo originale: Trial by Fire
- Diretto da: Lewis Stout
- Scritto da: David Braff
- Interpreti: David Hasselhoff (Mitch Buchannon), Jeremy Jackson (Hobie Buchannon), Yasmine Bleeth (Caroline Holden), Gena Lee Nolin (Neely Capshaw), Pamela Lee (Casey Joan "CJ" Parker), David Chokachi (Cody Madison), Donna D'Errico (Donna "Dana" Marco), José Solano (Manny Gutierrez), Traci Bingham (Jordan Tate), Nancy Valen (Samantha Thomas), Michael Newman (Michael Newman), Steven Ford (Steven Cause), Raye Birk (William Lanning), Patty McCormack (Rose O'Hara), Sylvia Brooks (Ellen Douglas), James Henderson (Il neonato James), Richard Light (Keith Kerby), Gregory Barnett (Jim Barnett), Chris Fiore (Brad), Ledge Musselman (Ledge)

### Trama
Caroline viene citata in giudizio da Rose O'Hara, madre di Thomas Edward O'Hara, il giovane vittima di un incidente accaduto un anno prima. Nel frattempo CJ fa da babysitter a un neonato di nome James ed inizia a desiderare ad avere un bambino. Cody vince una competizione in mountain bike e viene avvicinato da un agente che gli propone di passare al professionismo.

## Fuori programma
- Titolo originale: Baywatch at Sea World
- Diretto da: Douglas Schwartz
- Scritto da: Deborah Schwartz
- Interpreti: David Hasselhoff (Mitch Buchannon), Jeremy Jackson (Hobie Buchannon), Yasmine Bleeth (Caroline Holden), Gena Lee Nolin (Neely Capshaw), Pamela Lee (Casey Joan "CJ" Parker), David Chokachi (Cody Madison), Donna D'Errico (Donna "Dana" Marco), José Solano (Manny Gutierrez), Traci Bingham (Jordan Tate), Nancy Valen (Samantha Thomas), Michael Newman (Michael Newman), Jay Baker (veterinario), John Spafford (speaker di Sea World), Julie Sornborger (dipendente del Sea World), Stephanie Francisco (Liz Miles), Ryan Drummond (DJ Johnny Jam), Matt Thompson (assistente veterinario), Ernie Scott (assistente veterinario), Julie Michaels (Frat Girl), Ellis Edwards (uomo sul peschereccio), Gary Reed (Spencer Reed), Deborah Schwartz (spettatrice al Sea World)

### Trama
Il peschereccio Tom & Gerry fa la caccia spietata ai leoni marini. Un esemplare arriva dentro una grotta e viene soccorso dai guardaspiaggia di Baywatch. Mentre Mitch e Jordan cercano di rintracciare il peschereccio, Cody e CJ portano il leone marino nella clinica veterinaria del SeaWorld di San Diego. Nel frattempo Samantha ha l'idea di promuovere l'attività dei guardaspiaggia organizzando uno show proprio al SeaWorld insieme a un gruppo di sciatori d'acqua, tuttavia durante l'esibizione avviene un imprevisto.

## Una gara per la vita
- Titolo originale: Golden Girls
- Diretto da: Gus Trikonis
- Scritto da: David Braff
- Interpreti: David Hasselhoff (Mitch Buchannon), Jeremy Jackson (Hobie Buchannon), Yasmine Bleeth (Caroline Holden), Gena Lee Nolin (Neely Capshaw), Pamela Lee (Casey Joan "CJ" Parker), David Chokachi (Cody Madison), Donna D'Errico (Donna "Dana" Marco), José Solano (Manny Gutierrez), Traci Bingham (Jordan Tate), Nancy Valen (Samantha Thomas), Michael Newman (Michael Newman), Shay Todd (Jamie Duncan), Justin Carroll (Adam Hersh), Layla Roberts (Nola), Gary Hall (speaker della manifestazione), Thomas Bellin (Ivan), Ledge Musselman (Ledge) Chris Fiore (Brad), Christian Neil (turista)

### Trama
Neely si iscrive al torneo femminile di bodyboard, ma viene subito eliminata. Neely incontra Jamie Duncan, la campionessa indiscussa di questa specialità sportiva, tuttavia scopre che soffre di depressione. Neely, che si offre di aiutare Jamie, si ricorda della sorella deceduta tempo prima che soffriva del stesso problema. Durante il torneo di bodyboard, Samantha ritrova il suo ex marito Adam Hersh, un procuratore sportivo. L'incontro di Samantha può minare la sua nuova relazione con Mitch. Nel frattempo Newman si infatua di una bellissima turista messicana.

## Il mostro
- Titolo originale: Nevermore
- Diretto da: Douglas Schwartz
- Scritto da: Deborah Schwartz
- Interpreti: David Hasselhoff (Mitch Buchannon), Jeremy Jackson (Hobie Buchannon), Yasmine Bleeth (Caroline Holden), Gena Lee Nolin (Neely Capshaw), Pamela Lee (Casey Joan "CJ" Parker), David Chokachi (Cody Madison), Donna D'Errico (Donna "Dana" Marco), José Solano (Manny Gutierrez), Traci Bingham (Jordan Tate), Nancy Valen (Samantha Thomas), Michael Newman (Michael Newman), Robert Cuccioli (Aidan), David Dean (Billy), Zachary Browne (Clifford), Chris wiley (Rick), Merrick Deamon (Brett), Sky Rumph (Nick) Chris Fiore (Brad), Julie Michaels (Catherine Moore)

### Trama
Durante un'iniziazione sotto il pontile di Malibù, un ragazzino viene salvato da un misterioso uomo sfigurato. CJ riceve fiori e messaggi d'amore con citazioni di opere di Edgar Allan Poe. Successivamente CJ viene tratta in salvo dal misterioso uomo. Si tratta di Aidan, un ex professore universitario di lettere che ora vive in una centrale elettrica. Anni prima ha avuto un grave incidente nel quale ha perso la bella moglie Catherine, somigliante a CJ. Aidan è sopravvissuto, ma è rimasto sfigurato al volto e da allora vive solitario. Nel frattempo Mitch, Samtantha e Cody sono alla ricerca di CJ, oltre a due uomini determinati a catturare il "mostro". Infine Cody regala a CJ un anello, chiedendole di sposarla.